# Renault Sport R.S. 01
La Renault Sport R.S. 01 è una vettura da competizione realizzata dalla Renault nel 2014.

## Profilo della vettura
La vettura è stata progettata per competere nel campionato monomarca Renault Sport Trophy, ma anche nel Campionato di Endurance 24H Series, ed il suo assemblaggio si è avuto presso lo stabilimento di Dieppe, noto anche per essere stato la culla delle storiche vetture Alpine-Renault degli anni sessanta e settanta del secolo scorso. La denominazione della vettura è un richiamo alla Renault RS01 impiegata alla fine degli anni settanta in Formula 1, nonché prima monoposto nella massima serie ad impiegare un motore turbo.

### Struttura e tecnica

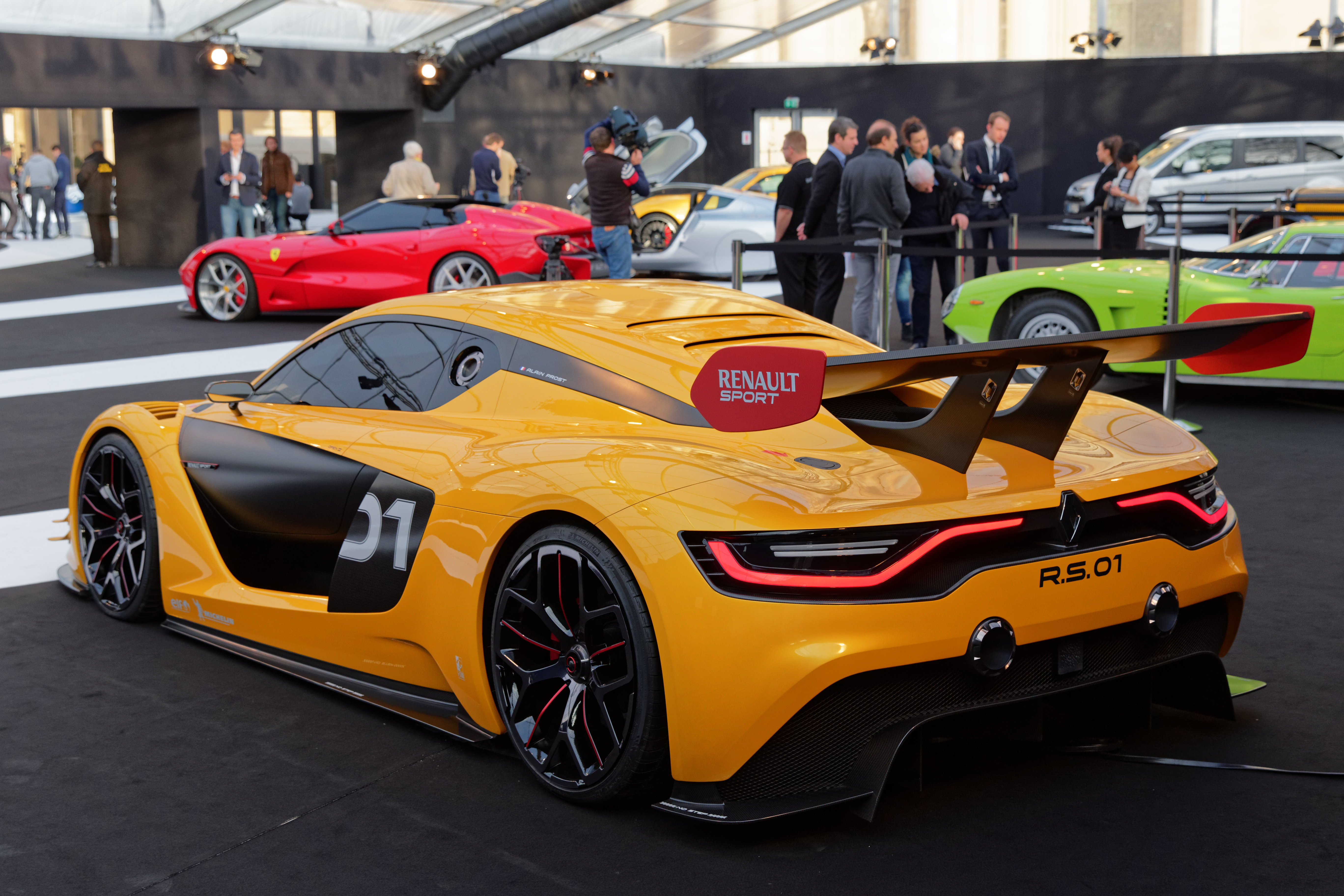
VIsta posteriore

La R.S.01 era caratterizzata da una scocca in composito rinforzata con fibra di carbonio e realizzata dalla Dallara, in cui l'abitacolo è irrigidito mediante un rollbar in acciaio. Come propulsore era impiegato un V6 biturbo 3.8 da 558 CV di potenza con 600 Nm di coppia derivato dalla Nissan GT-R Nismo. Rispetto a quello originale erano però montati un sistema di lubrificazione a carter secco e una centralina elettronica Pactel fornita di un sistema anti-slittamento. La gestione del motore era affidata ad un cambio sequenziale Sadev a sette velocità abbinato ad una frizione progettata dalla ZF Race Engineering. L'impianto frenante era composto da quattro freni a dischi carboceramici ventilati con pinze a sei pistoncini e da un sistema ABS da gara costruito dalla Bosch Motorsport. Le sospensioni erano configurate con uno schema a doppio triangolo classico ed erano fornite di ammortizzatori Ohlins. I cerchi erano da 18" ed erano avvolti da pneumatici sportivi Michelin. L'impianto di illuminazione sfruttava la tecnologia LED mentre per aumentare la stabilità della vettura era stato impiantato nella sezione posteriore un alettone regolabile.

### Risultati sportivi
La R.S.01 è stata impiegata nel Campionato monomarca Renault Sport Trophy, tenutosi in due edizioni nel 2015 e nel 2016, ma ha anche conosciuto risultati apprezzabili nel Campionato di Durata della 24HSeries, che include prove estremamente impegnative, sia per la vettura in sé che per i piloti stessi, chiamati in molti casi ad alternarsi per 24 ore alla guida della vettura. La R.S.. 01 impiegata nella 24H Series in categoria GT3 aveva subito un depotenziamento al suo propulsore, da 558 a 500 CV, ed un aggravio di peso di circa 125 kg, mentre l'impianto frenante, prima di tipo carboceramico, era stato sostituito da normali dischi in ghisa. Persino l'assetto è stato leggermente rialzato, il tutto per permettere alla vettura di essere conforme al regolamento della categoria GT3. Tra i più rimarchevoli successi ottenuti dall R.S.01 vale la pena citare la vittoria alla 12 Ore d'Italia ottenuta dalla vettura utilizzata dalla scuderia V8 Racing e pilotata a turno dai quattro piloti Luc Braams, Max Braams, Nicky Pastorelli e Miguel Ramos. 
Nel 2016, la R.S.01 ha cominciato ad essere impiegata anche nell'International GT Open dove ha colto il successo più significativo presso il Circuito di Spa-Francorchamps nel mese di maggio. Qui, la R.S.01 è riuscita a trionfare sia nella categoria GT3 Pro-Am, sia nella categoria GT3 Am. Nel 2017 la R.S.01 ha continuato a gareggiare ancora in questi campionati, ottenendo un secondo posto in categoria A6-Am.

### Scheda tecnica
| Modello                            | R.S.01 RS Trophy                                                                                   | R.S.01 GT3                                                                                         |
| ---------------------------------- | -------------------------------------------------------------------------------------------------- | -------------------------------------------------------------------------------------------------- |
| Carrozzeria                        | Berlinetta                                                                                         | Berlinetta                                                                                         |
| Anni di produzione                 | dal 2015                                                                                           | dal 2015                                                                                           |
| Prezzo (in €)                      | 351.000                                                                                            | 351.000                                                                                            |
| Motore                             | Nissan VR38DETT                                                                                    | Nissan VR38DETT                                                                                    |
| Posizione                          | Posteriore centrale longitudinale                                                                  | Posteriore centrale longitudinale                                                                  |
| Numero e disposizione dei cilindri | 6 cilindri a V di 60°                                                                              | 6 cilindri a V di 60°                                                                              |
| Cilindrata (cm³)                   | 3799                                                                                               | 3799                                                                                               |
| Alesaggio e corsa (mm)             | 95,5 x 88,4                                                                                        | 95,5 x 88,4                                                                                        |
| Alimentazione                      | Iniezione indiretta multipoint, sovralimentazione mediante due turbocompressori IHI ed intercooler | Iniezione indiretta multipoint, sovralimentazione mediante due turbocompressori IHI ed intercooler |
| Rapporto di compressione           | 9:1                                                                                                | 9:1                                                                                                |
| Lubrificazione                     | A carter secco                                                                                     | A carter secco                                                                                     |
| Potenza massima (CV)               | 558                                                                                                | 500                                                                                                |
| Coppia massima (Nm/rpm)            | 600                                                                                                | 600                                                                                                |
| Trazione                           | Posteriore con differenziale autobloccante a slittamento limitato                                  | Posteriore con differenziale autobloccante a slittamento limitato                                  |
| Cambio                             | Sequenziale a 7 rapporti                                                                           | Sequenziale a 7 rapporti                                                                           |
| Struttura                          | Scocca in materiale composito rinforzata con fibra di carbonio                                     | Scocca in materiale composito rinforzata con fibra di carbonio                                     |
| Sospensioni                        | A ruote indipendenti con schema push-rod a quadrilateri, ammortizzatori Öhlins regolabili          | A ruote indipendenti con schema push-rod a quadrilateri, ammortizzatori Öhlins regolabili          |
| Impianto frenante                  | Dischi carboceramici da 380 mm con 6 pompanti                                                      | Dischi carboceramici da 380 mm con 6 pompanti                                                      |
| Pneumatici                         | anteriori: Michelin 30/68 R18; posteriori: Michelin 31/71 R18                                      | anteriori: Michelin 30/68 R18; posteriori: Michelin 31/71 R18                                      |
| Massa in ordine di marcia          | 1.145                                                                                              | 1.270                                                                                              |
| Serbatoio                          | 150 litri                                                                                          | 150 litri                                                                                          |
| Velocità massima                   | oltre 300 km/h                                                                                     | oltre 300 km/h                                                                                     |
| Accelerazione 0-100 km/h           | 2"5                                                                                                | 2"5                                                                                                |